# Коваліско Наталія Володимирівна
Коваліско Наталія Володимирівна (нар. 17 квітня 1973, Львів) — український соціолог, доктор соціологічних наук (2010), кандидат соціологічних наук (1999), доцент (2002), професор (2012).
З 2000 по 2008 рр. – доцент кафедри соціології ЛНУ імені Івана Франка, з 2008-2010 рр. – на посаді старшого наукового співробітника кафедри соціології для завершення докторської дисертації. За сумісництвом з 2000 по 2006 р. завідувач соціологічної лабораторії кафедри соціології. У 2010 р. захистила докторську дисертацію на тему «Багатовимірний аналіз стратифікаційних порядків» (наук. консультант – професор, доктор соціологічних наук Макеєв С.О., Інститут соціології НАН України).  З 2012 по даний час – професор кафедри соціології ЛНУ імені Івана Франка. У 2024 році обрана академіком Академії вищої школи України за науковим відділенням політології та соціології
З 1997 року є членом Соціологічної асоціації України (САУ), з листопада 2004 року є головою Львівського відділення Соціологічної асоціації України, член Правління САУ та з 2017 голова контрольно-ревізіної комісії Правління САУ. З 2016 р. заступник Голови підкомісії 054 «Соціологія» Науково-методичної комісії сектору вищої освіти МОН України, з 2017 р. член Наукової ради МОН секції «Соціально-історичні науки». Є членом журі Всеукраїнських олімпіад та студентських конкурсів наукових робіт зі соціології .
З 2012 р. – науковий редактор «Вісника Львівського університету. Серія соціологічна», з 2018 р. –  член консультативної ради часопису "Соціологія: теорія, методи, маркетинг", А також була членом редколегій таких вітчизняних наукових видань, як Українського соціологічного журналу (м. Харків); науково-практичного журналу «Актуальні проблеми філософії та соціології» (Національний університет «Одеська юридична академія»); Соціально-політичного журналу «Перспективи» (Південноукраїнський педагогічний університет імені К. Д. Ушинського, м. Одеса); «Вісника Одеського національного університету ім. І.І. Мечникова. Серія: Соціологія і політичні науки»; збірника наукових праць «Міжнародний науковий форум: соціологія, психологія, педагогіка, менеджмент». (Педагогічний національний університет імені М. Драгоманова, м. Київ) та польського наукового видання «Społeczeństwo i Rodzina» Католицького університету (м. Люблін)
Коваліско Н.В. брала участь у низці міжнародних проектів, результатом яких було видання колективних монографій  «Młodzi w społeczeństwie zmiany: Studia polsko-ukraińskie» (Kielce: WSU, 2010), Contemporary Socio-Economic Issues of Polish-Ukrainian Cross-border Cooperation (Warsaw: Center of European Projects, 2017), Cross-border heritage as a basis of Polish-Belarusian-Ukrainian cooperation (Warsaw: Center of European Projects, 2018), Polsko-ukraińskie doświadczenia współpracy euroregionalnej (Jarosław: PWSTE, 2018); «SOR-WAR Project. Social Order Resilience During the War in Ukraine. Ukrainian and Polish Experiences», що фінансувався агенством NAWA (Narodowa agencja wymiany akademickiej) (серпень 2022-серпень 2023 р.); спільний проєкт у рамках міжнародного стажування в Інституті соціології Вроцлавського університету: «Гендерні аспекти внутрішніх та зовнішніх міграційних процесів внаслідок російсько-української війни» (січень-лютий 20023 р.); трирічний проєкт UKRAINETT+, який реалізується у співпраці з університетом ОслоМет і має на меті підтримку українських вчених, українських університетів та наукових досліджень в Україні в умовах війни (2024-2027 рр.). Коваліско Н.В. проходила міжнародні стажування у Інституті соціології Вроцлавського університету (грудень 2022), а також міжнародне стажування «Фандрейзинг та організація проєктної діяльності в закладах освіти: європейський досвід (Польща-Україна) (листопад-грудень 2023 р.).
Коваліско Н.В. з 1.04.2024 року працює за сумісництвом провідним науковим співробітником відділу соціальних структур Інституту соціології Національної академії наук України. В межах виконання науково-дослідної теми «Стабільність і змінність у відтворенні соціальної структури суспільства і нерівностей в надзвичайних умовах» (І кв. 2024 – ІY кв. 2026 рр.) розробляє методологію територіального виміру відтворення соціальної структури суспільства і нерівностей в надзвичайних умовах (у фокусі – зовнішні мігранти, які повернулися в Україну). Плідна співпраця з відділом соціальних структур розпочалася з 2006 року – наукове стажування (2006-2008) й прикріплення до відділу як пошукувач для написання докторської дисертації під науковим консультуванням проф. Макеєва С.О. (загалом 12 спільних публікацій) та участь у підготовці авторських та колективних монографій: Стратифікаційні порядки суспільства концептуальні уявлення та досвід вивчення (2008); Стратифікаційний аналіз сучасного суспільства (2012); Нові соціальні нерівності (2006, співавтор); Динаміка сприйняття соціальної нерівності в Україні: за даними Міжнародної програми соціальних досліджень 2009 і 2019 років: колективна монографія (2020, співавтор); Розрізнені соціологічні наближення (2020, співавтор). У 2021-2022 р. - спільний проєкт «Ровесники Незалежності. Покоління у часі й в контексті подій» відділу соціальних структур ІС НАН України, в межах якого Коваліско Н.В. була науковим керівником від кафедри соціології Львівського національного університету імені Івана Франка в межах планової науково-дослідної теми відділу соціальних структур «Чинники, спрямованість та інтенсивність змін соціальної структури поколінь». За результатами проєкту була опублікована спільна колективна монографія: Перевесники  Незалежності. Силуети покоління у часі та подіях. Макеєв. С. (ред.), Коваліско, Н. (ред.) Колективна монографія (2022).
Сфера наукових зацікавлень: соціальна стратифікація та нерівність; соціальна та інтелектуальна мобільність; життєві стратегії та спосіб життя; методологія та методика соціологічного дослідження; актуальні проблеми економічної соціології та праці в контексті аналізу підприємництва, реклами і споживання в інформаційній економіці; сучасні міграційні процеси; моніторинг і оцінка соціальних проєктів і програм.
Під науковим керівництвом успішно захищені сім кандидатів соціологічних наук. На даний час Коваліско Н.В. здійснює наукове керівництво трьома здобувачами, одним докторантом, а також щорічне керівництво магістерськими та бакалаврськими роботами.
Науковий внесок
Автор концепції багатовимірності аналізу стратифікаційних порядків, концептуалізації поняття “стратифікаційний порядок”, а також доцільності використання двокомпонентної “позиції – диспозиції” та трикомпонентної кон’юнкції “позиції – диспозиції – практики”, коли структурний підхід доповнюється повсякденними рутинними й інноваційним практиками, оскільки останні пов’язані зі стилем життя та певними субкультурами. Концептуальні засади багатовимірного аналізу стратифікаційних порядків та методика їхнього дослідження є інструментом до вивчення українського соціуму шляхом проведення моніторингових та порівняльних регіональних досліджень. Застосування їхнє можливе також і в комплексних соціологічних дослідженнях, які б поєднували кількісні та якісні методики. Інформація про виділені соціальні страти є важливою при дослідженні таких соціальних явищ, як соціальна мобільність, стилі життя, політична поведінка, життєві стратегії, цінності та ціннісні орієнтації, соціальна адаптація. Соціально-технологічне застосування багатовимірної просторово-градаційної схеми аналізу стратифікаційної структури суспільства є важливою при розробці національної моделі виділення стратифікаційних груп. Інформацію про соціальну структуру населення, отриману на основі пропонованого концептуального підходу, доцільно застосовувати під час опрацювання програм соціальної політики на регіональному рівні. У межах держбюджетної теми кафедри соціології Львівського національного університету імені Івана Франка (в межах робочого часу викладача): «Творення нових соціальних порядків в умовах російсько-української війни» розробляє методологію дослідження нових соціальних порядків в контексті викликів, адаптаційних практик та перспектив повернення вимушених мігрантів в умовах російсько-української війни (01.01.2023 р. – 31.12.2025 р.).
В останні роки активно займається дослідженням соціальних передумов трудової, інтелектуальної мобільності та міграції; механізмами функціонування соціальних ліфтів у сучасному суспільстві; емпіричними вимірами глобальних та локальних тенденцій соціальної нерівності.
Автор близько 190 наук. праць, зокрема 16 монографій, 11 підручників та навчальних посібників.
Основні публікації автора: , .
1.      Коваліско Н. Трудова мобільність в умовах регіонального ринку праці / Н.В. Коваліско, А.Г. Хоронжий. Львів: Видавничий центр ЛНУ імені Івана Франка, 2002. 174 с.
2.      Коваліско Н. Сучасне українське суспільство: стратифікаційний вимір великого міста / Р.О Савчинський. Львів: Видавничий центр ЛНУ імені Івана Франка, 2007. 236 с.
3.      Коваліско Н. Стратифікаційні порядки суспільства: концептуальні уявлення та досвід вивчення.– К.: Інститут соціології НАН України, 2008. 240 с.
4.      Kowalisko N. Dyferencjacja  społeczena a samopoczucie współczesnej mlodzieży ukraińskiej //Mlodzi w społeczenstwie zmiany: Studia polsko-ukraińskie [red. nauk M. Sroczynska, J. Paczkowski]. – Kielce: WSU, 2010  376 s. -S. 209-218. (у співавторстві)
5.      Коваліско Н. Соціальне знання та соціальні технології /Т.Г. Каменська//Соціальні технології: заради чого? Яким чином? З яким результатом?: монографія / Колектив авторів, наук. ред. В.І. Подшивалкіна  Одеса: «Одеський національний університет імені І.І. Мечникова», 2014 546 с. С.60-64 Режим доступу: http://www.uk.x-pdf.ru/5pedagogika/106045-1-socialni-tehnologii-zaradi-chogo-yakim-chinom-yakim-rezultatom-monografiya-odesa-onu-udk-3164-31677-159-001-bbk-60.php(у співавторстві)
6.      Коваліско Н. Комерційна реклама і споживання: соціологічний дискурс: монографія / О.І. Герус. Львів, Ліга-Прес. 2017. 173 с.
7.      Kovalisko N. The social component of modern commercial advertising: Ukrainian context /O. Gerus // Society under construction: changes and challenges : collective monograph / ed. by L. Klymanska, Ya. Turchyn, V. Savka. Lviv : Lviv Polytechnic Publishing House, 2016. P. 121–130.  
8.      Kovalisko N. The Specificity of Cross-border Mobility in the Context of Ukrainian-Polish Cooperation/ N. Kovalisko // Contemporary Socio-Economic Issues of Polish-Ukrainian Cross-border Cooperation / Ed.  L. Buller, H. Kotarski, Y.Рachkovskyy. Warsaw: Center of European Projekt, 2017, P.177-200 
9.      Коваліско Н. Основні характеристики сучасної української міграції до Польщі /Ровенчак О., Ілик Х.// Polsko-ukraińskie doświadczenia współpracy euroregionalnej / Red. K.Rejman, Y.Pachkovskyy, B.Petrecka. Jarosław: PWSTE, 2018. S. 91-110 (у співавторстві).
10.  Kovalisko N. Dominant conjunction in the study of stratification orders: positions&dispositions / // Ukrainian sociology in the 21st century: theory,methods,research results / edited by Vil Bakirov, Yevhen Golovakha. Kharkiv: V.N. Karazin Kharkiv Nataional University, 2018. 560 s. P.111-124. 
11.  Коваліско Н. Специфіка соціальної ідентифікації та ідентифікаційних практик в Україні (регіональний аспект) / //Ідентичності народів Центрально-Східної Європи: колективна монографія / Н.Гапон, В. Мішталь, Л. Хижняк та ін..; за ред.. проф. Н.Коваліско, д-ра А. Єкатеринчука, проф.. Р. Радзіка. Львів: ЛНУ ім.Івана Франка, 2018. 284 с. С. 128-141
12.  Коваліско Н. Основи економічної соціології: навч.-метод. посібник /А.І.Кудринська  Львів: ЛНУ ім. Івана Франка, 2016. – 442 с. osnovy-ekonomichnoji-sotsiolohiji
13.  Коваліско Н. Стратифікаційний аналіз сучасного суспільства: навч.посібник.– Львів: “Магнолія 2006”, 2012. 310 с.
14.  Соціологія: підручник / Ю.Ф. Пачковський, Н.В. Коваліско, І.В. Городняк та ін.; за ред. Ю.Ф. Пачковського.– Львів: Видавничий центр ЛНУ імені Івана Франка, 2011. 418 с.
15.  Коваліско Н. Основи соціальної стратифікації: навч. посібник.– Львів: “Магнолія 2006”, 2007 (друге видання у 2009); 328 с. (Переможець конкурсу САУ на кращий навчальний посібник з соціології у 2007 році).
16.  Політологія: сучасні терміни і поняття. //Короткий навч. словник. Львів:Новий Світ-2000, 2014  516 с. (автор окремих термінів) (у співавторстві)
17.  Соціологія та психологія//Нав. посібник За ред. д-ра соц. наук, проф. Ю.Ф. Пачковського. К.: Каравела, 2009. 760 с.  2 розділи, С. 243-284; С. 370-437.
18.  Соціологія: терміни, поняття, персоналії: Навчальний словник-довідник /За заг. ред. В.М.Пічі  К.: “Каравела”, Львів: “Новий Світ – 2000”, 2002.  480 с.
19.  Практикум з соціології. //Тема 17. Організація соціологічних досліджень, методи збирання та аналізу соціологічної інформації: Навчальний посібник для студентів вищих закладів освіти / За ред. В.М. Пічі. Львів: „Новий Світ -2000”, „Магнолія плюс”, 2004. 368 с. С.348-367.
20.  Історія соціологічної думки: Навч.-енциклопедичний словник-довідник / за наук. ред. В.М. Пічі [Н.В. Коваліско, В.М. Онищук, Н.М. Цимбалюк та ін.]. Львів: «Новий Світ – 2000», 2016. 687 с. (у співавторстві).
21.  Історія української соціологічної думки: навчальна біографічна енциклопедія./ За наук. ред. В. М. Пічі [В.М. Онищук, Ю.Ф. Пачковський, Н.М. Цимбалюк та ін.]. Львів: «Новий Світ – 2000», 2019. 333 с. C.69, 97, 168, 177, 187,205, 216, 221
22.  Коваліско Н. Соціальна стратифікація: теоретичні та методичні засади дослідження на регіональному рівні / Гуменюк Л. «Соціологія: Хрестоматія (від першоджерел до сучасності). У 2-х томах. Львів: ЛьвДУВС, 2019. [Електронний ресурс]». С.429-455   URL:http://dspace.lvduvs.edu.ua/handle/1234567890/1
23.  Соціологія: терміни і поняття: навчальний словник-довідник./ За наук. ред. В. М. Пічі [Ю.Ф. Пачковський, О.І. Пташник-Середюк, С.А. Щудло та ін.]. Львів : «Новий Світ – 2000», 2019. 658 с. (авторські терміни Коваліско Н.В. на С. 59, 65, 69, 78, 112, 164, 206, 283, 293, 344, 376, 386, 465, 556, 558,  557, 560, 561)
24.  4. Коваліско Н.В. Економічна соціологія. Соціологія праці // Соціологія: теорії середнього рівня: навчальний посібник/за наук.ред. Ю.Ф. Пачковського [Н.В. Коваліско, Т.Д. Лапан, Н.Й. Черниш та ін..]. Київ: «Каравела», 2020. 356 с. С.172-189; С.267-299
25.  Коваліско Н. Глобальний і локальний діалект наративу про нерівність /Макеєв С. //Соціологія: теорія, методи, маркетинг. 2017.  №4. С.22-36.
26.  Коваліско Н. Економіка і соціологія нерівності: емпіричний вимір глобальних тенденцій / Макеєв С. //Соціологія: теорія, методи, маркетинг. 2018.  №3. С.5-24.
27.  Коваліско Н. Добробут і благополуччя в порівняльній перспективі: випадок Польщі та України / Макеєв С.О.//Соціологія: теорія, методи, маркетинг. 2019. №1. C.32-55
28.  Коваліско Н. Сучасні міграційні процеси і соціальне сирітство: соціологічний дискурс. Монографія / Ілик Х.В. Львів: ТзОВ «Ліга-Прес», 2019. 234 с.
29.   Коваліско Н. Транскордонне співробітництво та освітньо-наукова мобільність: нові виклики для України / Ілик Х., Сенюра О. // Ідентичність та соціальна солідарність у Центрально-Східній Європі /Т. Каменська, Я. М. Курчевський, П. Ожеховський та ін.; за ред. проф. Н. Коваліско, д-ра А. Єкатеринчука, проф. О. Лісеєнко, проф. Р. Радзіка. Колективна монографія. Львів: ЛНУ ім. Івана Франка; Lublin: Wydawnictwo UMCS; 2020. 224 с. С.157-169 
30.  Коваліско Н. Економіка і соціологія нерівності: емпіричний вимір глобальних тенденцій / Макеєв С. О. //Розрізнені соціологічні наближення: монографія. Київ: Інститут соціології НАН України, 2020. 332 с. С. 264-287
31.  Коваліско Н. Мінливі проекції нерівності: глобальна, локальна, економічна, соціологічна / Макеєв С. О. //Динаміка сприйняття соціальної нерівності в Україні: за даними Міжнародної програми соціальних досліджень 2009 і 2019 років. Колективна монографія. Київ : Інститут соціології НАН України; Національний університет «Києво-Могилянська академія», 2020. 262 с. С.27-82 
32.  Коваліско Н. Різноманітність і відносна автономність уявлень населення України про соціальну нерівність /Макеєв С.О.//Соціологія: теорія, методи, маркетинг. 2020. №3. C.33-50
33.  Коваліско Н. Емоції у сприйнятті соціальної нерівності /Макеєв С.О.//Вісник Львівського університету. Серія соціологічна. 2020. Випуск 14. C.15-25
34.  Коваліско Н.В. Соціологія соціальної структури покоління /Макеєв С.О. // Соціологія: теорія, методи, маркетинг. 2021. № 2 С. 60-74
35.  Коваліско Н. Соціальне самопочуття внутрішньо переміщених осіб в сучасному українському суспільстві /Бубняк С. //Сучасні соціальні трансформації: глобальний досвід та локальні специфікації /Н. Коваліско, Ю. Пачковський, А. Кудринська та ін. ; за ред. проф. Н. Коваліско, проф. Ю. Пачковського. Колективна монографія. Львів : ЛНУ імені Івана Франка; 2021. 208 с. С. 87-103 
36.  Коваліско Н.В. Соціальне самопочуття внутрішньо переміщених осіб в україні: емпіричний вимір Social well-being of internally displaced persons in Ukraine: the empirical dimension / Бубняк С.М. //Габітус.  Випуск 24, Том 1 / 2021 С.47-55
37.  Коваліско Н.В. Покоління в історико-соціологічній перспективі /Макеєв С.О. // Соціологія: теорія, методи, маркетинг. 2021. № 3. С. 5-20 
38.  Перевесники  Незалежності. Силуети покоління у часі та подіях. Макеєв. С. (ред.), Коваліско, Н. (ред.) Колективна монографія. Київ: Інститут соціології НАН України, 2022. 299 с.
39.  Коваліско Н. В. Соціальне самопочуття внутрішньо переміщених осіб в Україні: соціологічний дискурс. Монографія / С. М. Бубняк. Львів: ЛНУ ім. Івана Франка, 2022. 294 с.  

#### 40.Коваліско Н. Сучасний стан вимушених міґраційних процесів та перспективи їхнього розвитку у поствоєнній Україні/Коваліско Н.В., Сокурянська Л.Г. Круглий стіл «Українське суспільство після перемоги» // Соціологія: теорія, методи, маркетинг. 2022,  №4. С. 179-192
41.  Kovalisko N.V. Internal and external forced migration during the war: challenges for Ukraine //Вісник Львівського університету. Серія соціологічна. 2022. Випуск 16. C.169-183 URL: http://publications.lnu.edu.ua/bulletins/index.php/sociology/article/view/11993
42.  Kovalisko N., Social orphanhood of children of ukrainian labour migrants: the empirical dimension. / Kh. Ilyk, Yu. Pachkovskyy, A. Kudrynska. Вісник Львівського університету. Серія соціологічна. 2023. Випуск 17. С.61-78 URL: publications.lnu.edu.ua/bulletins/index.php/sociology/article/view/12256
43.  Коваліско Н.В. Внутрішньо переміщені особи та біженці в контексті міграційних процесів в часі війни //Біженці та внутрішньо переміщені особи України на шляхах війни: кроки незламності: монографія / М.В. Бірюкова, Ю.А. Калагін, Н. В. Коваліско та ін.; за ред. М. В. Бірюкової. Львів: СПОЛОМ, 2023. 380 с. С.92-130 
44.  Коваліско Н.В. Моніторинг та оцінка потреб внутрішньо переміщених осіб в умовах російсько-української війни/ Administracja w praktyce – nowe wyzwania //Jurij Paczkowski, Beata Petrecka, Krzysztof Czubocha, Wydawnictwo Państwowej Wyższej Szkoły Techniczno-Ekonomicznej im. ks. Bronisława Markiewicza. Jarosław. 2023. 322 s. S. 205-233.
URL:https://books.google.com.ua/books/about/Administracja_w_praktyce.html?id=aeqv0AEACAAJ&redir_esc=y
45.  Коваліско Н.В. Детермінати та динаміка міграційних змін в контексті російсько-української війни. Мікула А.І. //Грані. Том 27. №2. 2024. С.93-100 URL: https://grani.org.ua/index.php/journal/article/view/2029